# Курбанов, Ахмед Каирович
Ахме́д Каи́рович Курба́нов (азерб. Əhməd Qurbanov; 22 апреля 1986, Махачкала, Дагестанская АССР, РСФСР, СССР) — российский и азербайджанский футболист.

## Карьера

### Клубная
Воспитанник дагестанского футбола. В июне 2001 года, вместе с семью воспитанниками махачкалинского РСДЮШОР-2 (Бурзиев, Гитинов, Лобжанидзе, Мамаев, Радионов, Садиров, Шихсаидов), пополнил ряды дублирующего состава «Анжи». В 2001 году провёл 3 игры в первенстве дублирующих команд и получил одну красную карточку. В следующем сезоне таковых матчей было уже 19, однако забитыми мячами юный форвард так и не отметился.
1 ноября 2003 года состоялся дебют Ахмеда Курбанова в первой команде, в матче 42-го тура Первого дивизиона, состоявшемся в Нальчике, где местный «Спартак» переиграл «Анжи», Курбанов вышел на 70-й минуте матча вместо Игоря Стрелкова.
В 2005 году перешёл в камышинский «Текстильщик», за который провёл 4 матча во Втором дивизионе.
В сезоне 2005/06 выступал в «Олимпик» Баку. В августе 2006 года был заявлен за «Дагдизель» Каспийск, хотя «Шахдаг» Кусары вел переговоры для заключения контракта с Курбановым.
В межсезонье 2006/07 перешёл в «МКТ-Араз» Имишли.
В 2007 году попал в заявку тульского «Арсенала», выступавшего в любительской лиге. С лета 2008 года вновь игрок «Дагдизеля». В 2012 году играл за «Машук-КМВ».

### В сборной
В 2002 году будучи игроком «Шахдага» вместе с юношеской сборной Азербайджана прошёл во второй квалификационный раунд чемпионата Европы.
В феврале 2007 года, выступая за «МКТ-Араз», был вызван на первый сбор под руководством нового тренера молодёжной сборной Азербайджана Шакира Гарибова.